# Balanscykel

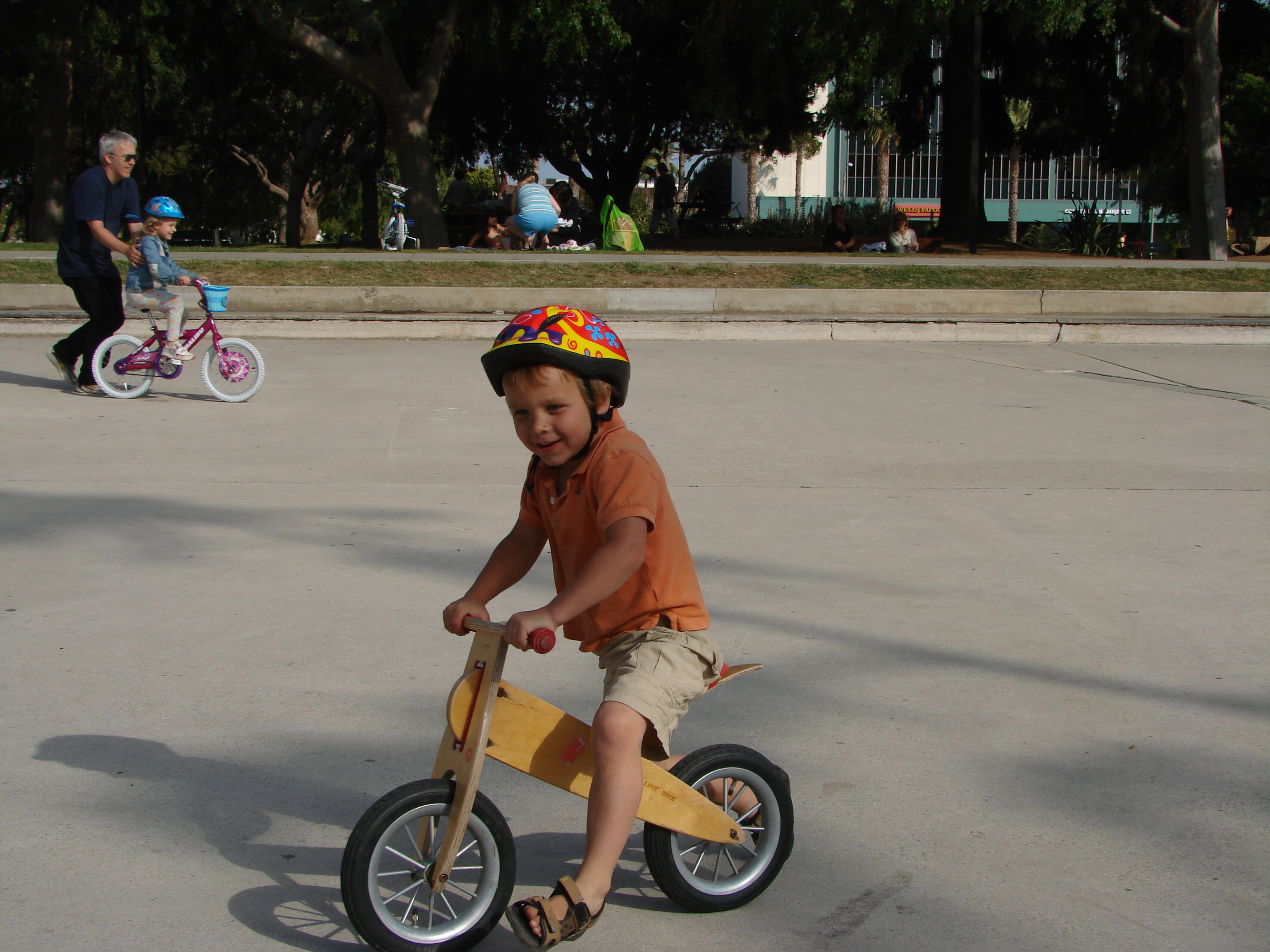
balanscykel

Balanscykel (också kallad springcykel) är en cykel utan pedaler eller stödhjul som används för att lära barn att cykla.
Förespråkare lyfter fram utvecklingen av balanssinnet som den främsta orsaken till att balanscykeln är bättre som första cykel än en cykel med stödhjul. Praktiskt tar sig barnet fram genom att sparka med benen. I takt med att balansen tränas kommer hastigheten och motoriken tillåta högre hastigheter. Övergången till större cykel med pedaler och utan stödhjul blir då lättare och säkrare.
De första cyklarna för vuxna, av trä, som tillverkades på 1700-talet, kallades snabblöpare eller springcyklar eftersom man tog sig fram springande på cykeln. 